# Hwadae
Hwadae (Hán Việt: Hoa Đài) là một huyện của tỉnh Hamgyong Bắc tại Cộng hòa Dân chủ Nhân dân Triều Tiên. Huyện tiếp giáp với biển Nhật Bản ở phía đông và nam. Trên đất liền, huyện giáp với Kimchaek và Kilchu ở phía tây, với Myongchon ở phía bắc. Huyện được thành lập từ những phần lãnh thổ tách ra từ Kilchu và Myŏngch'ŏn từ thập niên 1950.
Vũng phía anm của huyện tương đối bằng phẳng, trong khi phần nội địa ở phía bắc thì gồ ghề, với các ngọn cao xấp xỉ 1.000 mét. Căn cứ tên lửa Musudan-ri nằm bên bờ biển. Vào tháng 4 năm 2002, các hóa thạch từ thời đồ đá cũ có niên đại xấp xỉ 300.000 đã đơ]cj khai quật từ lớp đất dưới dung nham ở Hwadae. các lăng mộ từ thời Cao Câu Ly cũng đã được khai quật trên địa bàn huyện.
Năm 2008, dân số toàn huyện Hwadae là 67.677 người (31.657 nam và 36.020 nữ), trong đó, dân cư đô thị là 15.095 người (22,3%) còn dân cư nông thôn là 52.582 người (77,7%).